# セイレーンたちとユリシーズ
『セイレーンたちとユリシーズ』（英: The Sirens and Ulysses）は、イギリスの画家、ウィリアム・エッティによって描かれ、1837年に初めて展示された巨大なキャンバスの油彩画である。ユリシーズ（オデュッセウス）がセイレーンの歌から身を守る為に、耳を塞いだ船の乗組員がユリシーズを縛ることによって彼女らの妖艶な歌に抵抗しようとするホメーロスの叙事詩『オデュッセイア』の一場面を描いている。
伝統的にセイレーンは人間と動物の合成獣として描写されていたが、エッティは裸の若い女性として、腐敗する死体が散在する島と共に描いた。最初の展覧会では絵画に対する意見が分かれ、一部の批評家はそれを非常に賞賛したが、他の人は趣味の悪い不快なものとして嘲った。おそらく442.5 by 297センチメートル (174.2 in × 116.9 in)という非常に大きなサイズのため、この作品は最初は売れなかったが、その年の後半にマンチェスターの商人ダニエル・グラントが購入した。グラントはすぐに死亡し、彼の兄弟は『セイレーンたちとユリシーズ』をロイヤル・マンチェスター・インスティチューションに寄贈した。
『セイレーンたちとユリシーズ』は実験的技術を使って描かれた。その結果、完成するとすぐに劣化し始めた。1849年のエッティ展と1857年のアート・トレジャーズ・エキシビションのロンドンの主要な会場でも見ることができたが、これからも公共の場で展示を続けるには条件が悪すぎるとみなされ、ギャラリーのアーカイブに置かれた。保管庫に置かれて150年以上経った後、2003年より修復作業が行われ、2010年からマンチェスター市立美術館で展示されている。

## 背景

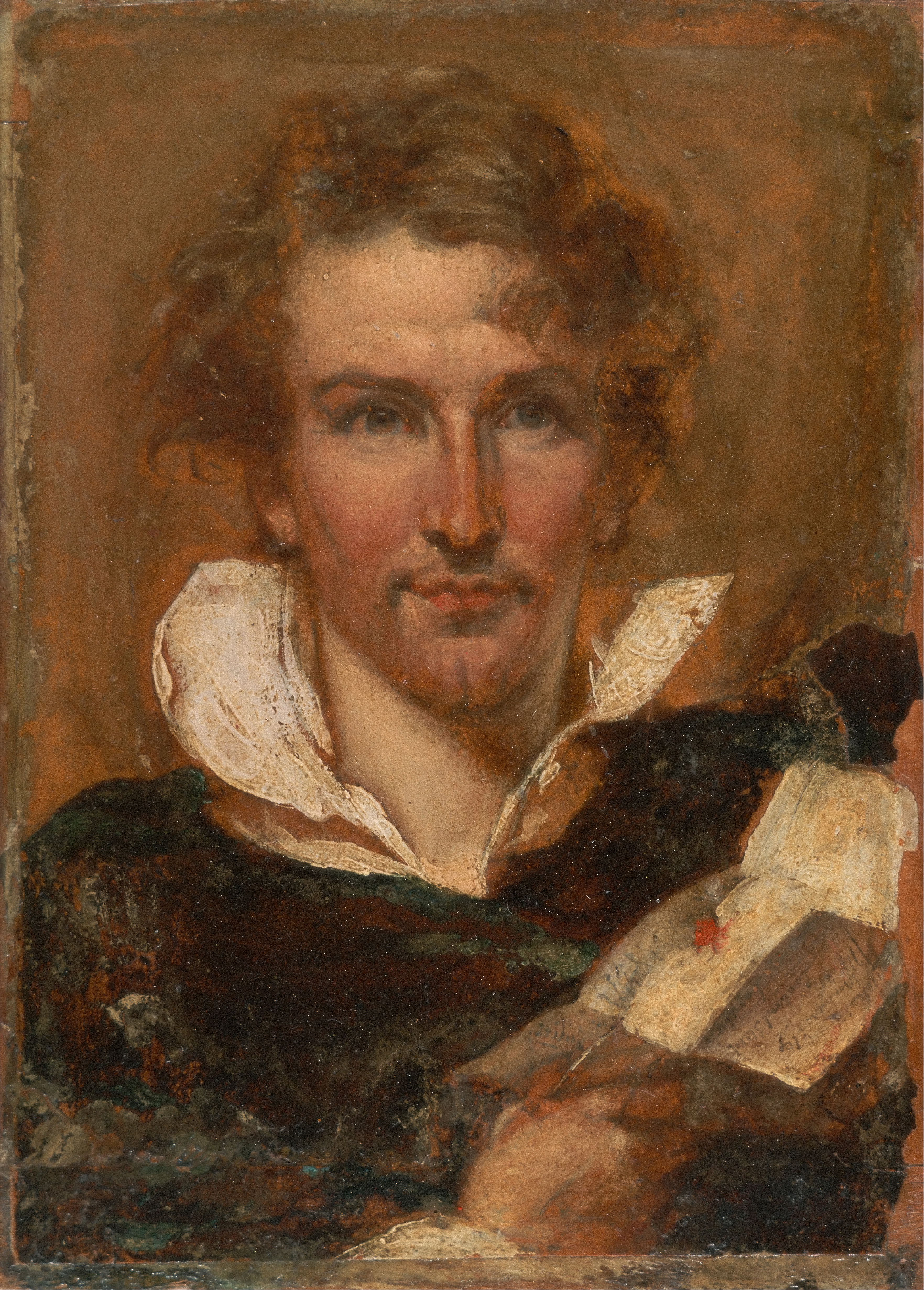
ウィリアム・エッティ(自画像、1823年)

ヨークで生まれたウィリアム・エッティ（1787年-1849年）は、元々ハルで見習いの仕事をしていたが、18歳の時に修行を終えてロンドンに移り、アーティストになった。ティツィアーノ・ヴェチェッリオとピーテル・パウル・ルーベンスの作品の影響を強く受け、彼は聖書的、文学的、神話的な設定でヌードを描く画家として有名になった。彼の同僚の多くは1828年に彼を大いに賞賛し、彼を完全なロイヤル・アカデミー・オブ・アーツのメンバーに推薦したが、他の人は彼の作品の内容を卑猥なものとして非難した。
彼の初期のキャリアを通して、エッティはイートン・カレッジで教育を受け、古典的な神話に知悉していた裕福な弁護士トーマス・マイアーズによって高く評価された。1832年以来、マイアーズは定期的に絵の潜在的な題材を示唆しようとエッティに手紙を書いた。マイアーズは、非常に大きな絵画取引の市場があると確信し、そのような作品を描くようエッティに勧めた。1834年に、彼はセイレーンたちに出会ったユリシーズ（ギリシャ語でオデュッセウス）の主題を提案した。セイレーンの島の縄張りを船の乗組員が航海するという『オデュッセイア』からのシーンである。セイレーンは船員を死に誘う歌の美しさで有名だった。ユリシーズは彼女らの歌を聞きたかったため、彼の乗組員は彼を解き放たないという厳しい命令の下で彼を船のマストに縛り付け、その後ユリシーズ以外の乗組員は安全に海域の外に出るまで自分の耳を塞いだ。 
セイレーンに遭遇するユリシーズの話は、エッティの持ち味によく合っていた。彼は当時「全ての私の偉大な絵の目的は、心におけるいくつかの大きな道徳を描くことである...官能的な喜びに抵抗することの重要性である」と記述している。場面の描写では、おそらくアレキサンダー・ポープの翻訳に基づいて絵を描いていただろうが、それには「彼女らの歌は死であり、破壊をもたらす / 神に祝福されない男が、歌を聴いてその場に留まり / 呪われた海岸の近くでは、聴いた者が横たわる ... 青々とした牧草地を広く囲って、彼女らは遊興している / 横たわる人間の骨で、地面が全て白くなる / 人間の血が流れて地面を汚す / そして人間の大虐殺は恐ろしく海岸を汚す」と書かれていた。

## 構成と反応

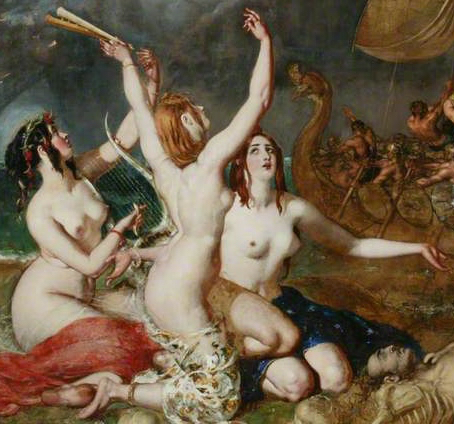
セイレーンたちは外見が似ており、絵はおそらく同じモデルを3つの異なる姿勢で描いている。

『セイレーンたちとユリシーズ』は、死んだ船員の腐敗した死体に囲まれた、島で歌う3人のセイレーンを描いている。背景には船のマストに縛り付けられたユリシーズが見え、暗い雲が空に浮かんでいる。
ユリシーズは彼の仲間の船員よりも大きく見え、セイレーンは伝統的な劇的なポーズで腕を振っている。3人のセイレーンは外見が非常に似ており、エッティの伝記作家、レオナルド・ロビンソンは、エッティが同じモデルを3つの異なる姿勢で描いた可能性が高いと考えている。ロビンソンは、古典的なポーズは、エッティが生涯にわたってアカデミーで教育を受けた結果であると考えている 。ヨーク・アート・ギャラリーの元学芸員、リチャード・グリーンは、彼女らのポーズは、彼が1823年に模写を描いているルーベンスの「マリー・ド・メディシスの生涯」のネーレーイスに影響を受けていると考えた。
セイレーンの身体的な外観はオデュッセイアには記載されておらず、その伝統的なギリシャでの表現は鳥とライオンや鳥と人間の合成獣だった。エッティは、自分が描いたセイレーンが完全に人間のような外見であるのは、海から島に上がっているから人間になったと説明し、合理化した。このアプローチは、以後の多くの画家にも見られた。
エッティは、セイレーンの島の腐敗した死体を描くために、遺体安置所に足を運んだ。彼が実物の死体を創作のために利用したことは公然と知られており、一部の批評家から苦情が寄せられた。彼は1836年にブライトンを訪れ、絵画を描くために海の取材をしていたが、エッティは風景画や海を描いた経験はほとんどなく、彼の海や雲の筆致は他の作品と比べて初歩的なものに留まっている。
この絵は、442.5 by 297センチメートル (174.2 in × 116.9 in)という大きさで、その時のエッティでは最大の作品だった。この作品は1837年に完成し、その年の後半にトラファルガー広場にあるロイヤル・アカデミー・オブ・アーツの新しい建物（現ナショナル・ギャラリー）で展示された。この作品や、それを描く際のエッティの手法について、意見が分かれた。『ジェントルマンズ・マガジンは、「エッティが描いた絵画は、非常に上質な絵画である...それは一流の歴史的作品であり、あらゆる種類の美しさに富んでいる」と評した。一方、スペクテイターは、「官能性と忌まわしさのおぞましい組み合わせであり、色が鮮やかで、出来栄えは素晴らしいが、考えられる限り最悪の趣味である」と述べている。

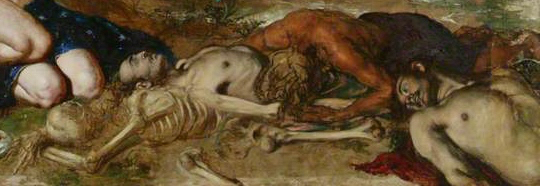
セイレーンの島の腐敗した死体は、実際の死体が参考にされ、一部の批評家から怒りを買った。

おそらくその大きさのために、『セイレーンたちとユリシーズ』は1837年のサマー・エキシビションでは売れなかった。1837年10月、裕福なマンチェスターの綿商人ダニエル・グラントは、『ヴィーナスと鳩』の時から既にエッティの崇拝者だった。彼とエッティはヒートン・パークで会い、『セイレーンたちとユリシーズ』と『デリラに裏切られたサムソン』を合計200ポンドで購入することを提案した。
エッティは2枚の絵の対価として400ポンドを希望していたが、グラントが経営する会社がその年に100,000ポンドを損失していたため、2枚で300ポンドで申し出た。グラントはそれに対し、250ポンド（今日における約29,000ポンド）を希望したが、エッティはこれを拒否した。夜になるとグラントが突然、「私からお金を取るのか？」と述べたので、エッティは驚いて、その価格に合意した。グラントは間もなく死亡し、残された絵は彼の兄弟ウィリアムが1839年にロイヤル・マンチェスター・インスティチューションに寄贈した。
エッティはこの絵を自身の最高の作品と考え、1849年にロイヤル・ソサエティ・オブ・アーツで開かれる個展の中心的存在であると主張した。ロイヤル・マンチェスター・インスティチューションは、絵を動かすと破損する恐れがあることを懸念し、エッティと彼に影響力のある友人がマンチェスターを訪問して頼むまで、展覧会での使用を拒否した。エッティはその年の後半に死亡し、彼の作品には束の間のブームが起こった。彼への関心は時間の経過と共に低下し、19世紀の終わりには全ての絵画の相場は元の価格を下回っていた。それは稀に展示されたが、『セイレーンたちとユリシーズ』は、フレデリック・レイトンの1858年の『漁夫とセイレーン』に影響を与えたものの、後の芸術家にはほとんど影響を与えなかった。

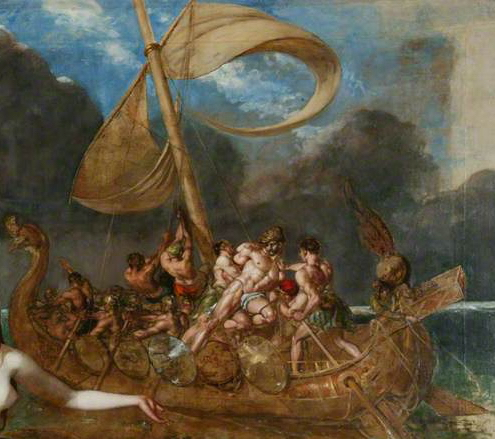
縛られたユリシーズは他の乗組員よりも大きく描かれている。

「『セイレーンたちとユリシーズ』は、私の人生における芸術活動の中で達成した偉大な作品の一つである。私は決して再び描くことはできない」とエッティは語っている。

## 長期にわたる除去と修復
エッティは実験的な技術を使って『セイレーンたちとユリシーズ』を描いており、塗料安定剤として強力な接着剤を使用したため、塗料が硬く脆くなり、一度乾燥させると剥がれ落ちたりした。絵画の大きなサイズのため、それが動かされるたびに曲がる原因にもなった。絵画が完成した瞬間から、それは劣化し始めた。1857年のアート・トレジャーズ・エキシビションに展示された後、この作品は展示を続けるにはあまりにも条件が悪いと考えられ、ロイヤル・マンチェスター・インスティチューションとその後継であるマンチェスター市立美術館の保管庫に長期保存された。20世紀半ばには、『セイレーンたちとユリシーズ』を修復しようとする試みが数多くなされたが、絵を清掃しようとすると思いがけず塗料が破損した。2003年、マンチェスター市立美術館の職員は、修復作業が実施されなければ、間もなく絵画は修復できなくなると判断した。
エスミー・フェアバーン財団とアクサは、修復のための資金を提供した。1930年代に絵画が取り付けられたキャンバスがライニングによって交換された。続いて、絵画の表面を修復するために、アイシングラスの接着剤とチョークの混合物を使用し、以前に修復しようとした際に加えられた塗料を除去した。キャンバスの新しい二重の層が絵画の後ろに付けられ、3つの層が接着された。
2006年、修復された絵画は保管庫からマンチェスター市立美術館のギャラリーに戻された。マンチェスター市立美術館のギャラリー9は、一時的なスタジオに変わり、2010年に完成するまで最終的なレタッチ作業の見学者のために一般に公開されていた。『セイレーンたちとユリシーズ』は現在ギャラリー3に展示されている。

## 補足
1. ↑  ロビンソン（2007年）は、マイアーズは、ヌードの女性の大きな絵画に大きな市場があったという彼の信念は誤解だったと信じている。絵のバイヤーは、もはや主に上流貴族のメンバーではなく、非常に大きな作品を掛けるための壁のスペースを持っている可能性が低い商人だった。この新たなクラスのバイヤーは、家庭に男性と女性で別々の部屋を持っている可能性が低く、女性は娯楽やゲストのために使用される部屋で巨大なヌード絵画を掛けることに反対する傾向があった[5]。